# Mandalaband
Mandalaband es una banda mítica dentro del panorama del rock progresivo inglés. Fue creada en 1975 por el productor, compositor e ingeniero de los Strawberry Studios David Rohl, y desde entonces hasta el momento actual ha sido su líder. Su primera formación fue:
- Dave Durant: Voz
- Vic Emerson: Teclado
- Ashley Mulford: Guitarra
- Tony Cresswell: Batería
- John Stimpson: Bajo

Con esta formación se editó el primer disco en octubre del mismo año por el sello Chrysalis. De este disco se extraen algunas piezas relevantes como Om Mani Padme Hum, compuesta de cuatro movimientos y en los cuales la banda de rock se acompaña de un coro sinfónico. La letra estaba basada en el himno nacional tibetano. Después de la edición del disco y algunas actuaciones en vivo, Emerson, Mulford, Cresswell y Stimpson formaron la banda Sad Cafe en compañía del vocalista Paul Young (posteriormente de Mike and the Mechanics) y el guitarra rítmica Ian Wilson.
Posteriormente, Chrysalis encargó a David Rohl un nuevo disco de Mandalaband reuniendo a todos los músicos con los que había entablado amistad durante su etapa de ingeniero de sonido en Mánchester (Indigo y Strawberry Studios). La nueva formación se compondría de:
- Justin Hayward (Moody Blues): Voces
- Eric Stewart (10cc): Voces
- Maddy Prior (Steeleye Span): Voces
- Graham Gouldman (10cc, Wax): Voces y bajo
- Kevin Godley (10cc): Voces
- Lol Creme (10cc): Voces
- Paul Young (Sad Cafe, Mike and the Mechanics): Voces
- David Rohl: Piano, Teclados
- Woolly Wolstenholme (Barclay James Harvest, Maestoso): Melotrón, Teclados
- Ritchie Close: Piano
- Noel Redding (The Jimi Hendrix Experience): Bajo
- Les Holroyd (Barclay James Harvest): Bajo
- Pete Glennon: Bajo
- Alf Tramontin: Bajo
- Steve Broomhead (Maestoso): Guitarras
- John Lees (Barclay James Harvest): Guitarras
- Jimmy McDonnell: Guitarras
- Phil Chapman: Saxo y flautas
- Gerry Murphy: Gaitas Northumbrian
- Kim Turner (Maestoso): Batería y Percusiones
- Melvin Pritchard (Barclay James Harvest): Batería y Percusiones
- Dave Hassle: Batería y Percusiones

Además la banda, a lo largo del disco, se acompañó por la Halle Orquestra y por los Gerald Brown Singers como cobertura sinfónica. Con la nueva formación, quizás demasiado extensa, se grabó "The Eye Of Wendor", un álbum concepto basado en el mundo de Tolkien. Este trabajo fue editado por Chrysalis en mayo de 1978 sin apenas repercusión, ya que por aquel entonces nuevas tendencias musicales invadían el Reino Unido. Tras el fracaso de ventas del segundo álbum, la compañía abandonó la idea de una trilogía y el proyecto cayó en el olvido. Años más tarde, este trabajo se consideraría como un álbum clásico del género. David Rohl abandonó la producción musical y comenzó una prestigiosa carrera como egiptólogo e historiador. 
Treinta años más tarde, en 2008 la banda se vuelve a constituir con una nueva formación:
- David Rohl: Voces, Piano y Teclados
- Woolly Wolstenholme (Barclay James Harvest, Maestoso): Voces, Piano, Melotrón, Teclados
- Troy Donockley (Mostly Autumn, Iona, Nightwish): Gaitas Uilleann, Celtic Whistles y Guitarras
- Marc Atkinson (Riversea): Voces y guitarra acústica
- José Manuel Medina (Last Knight): Coros, Hammond B3, Piano, Teclados, Guitarras y Percusiones
- Ashley Mulford (Sad Cafe, Mike and the Mechanics): Guitarras
- Geoffrey Richardson (Caravan, Frank Zappa): Viola y violín
- Kim Turner (Maestoso): Batería y percusiones
- Craig Fletcher (Maestoso): Bajo y voces
- Steve Broomhead (Maestoso): Guitarras
- Barbara Macanas: Voces
- Simeon Jones: Saxo, Flautas y Armónica
- Emilio Gutiérrez (Enfadados): Hammond B3
- Briony Macanas: Voces

En esta ocasión David Rohl resucita su viejo proyecto para editar dos discos concepto al mismo tiempo. Por un lado, Mandalaband III: BC - Ancestors, basado en las civilizaciones del mundo antiguo y por otro lado, Mandalaband IV: AD - Sangreal, que hace relación a las leyendas hispanorromanas del Santo Grial.

## Discografía
- Mandalaband (1975)
- The Eye Of Wendor (1978)
- BC - Ancestors (2009)
- AD - Sangreal (2011)